# نیتوله‌تنا
نیتوله‌تنا (به لاتین: Nituletenna) یک منطقهٔ مسکونی در سری‌لانکا است که در استان مرکزی (سری‌لانکا) واقع شده‌است.